# Андерссон, Гунилла
Гунилла Андерссон (швед. Gunilla Andersson; полное имя — Гунилла Виктория Андерссон Стампес (швед. Gunilla Victoria Andersson Stampes); 26 апреля 1975, Скутскер, лен Уппсала, Швеция) — шведская хоккеистка, игравшая на позиции защитника. Выступала за шведские клубы: «Брюнес», «Вестерханинге», «ФоК Фарста», «Мелархёйден/Бреденг», «Сегельторп». После завершения карьеры в 2011 году, сыграла один сезон за команду первого дивизиона «Ханинге». Игрок национальной сборной Швеции, проведшая более 297 международных матчей. Выступала на четырёх Олимпиадах, став серебряный призёром 2006 года и бронзовым призёром 2002 года. Двукратный бронзовый призёр чемпионатов мира (2005 и 2007). Чемпионка Европы (1996). Десятикратная чемпионка Швеции. Признана лучшей хоккеисткой Швеции 2007 года. Включена в Зал славы шведского хоккея (2015). Считается лучшим защитником в истории женской сборной Швеции. В настоящее время работает в торговом отделе компании CCM и выступает в качестве хоккейного эксперта для СМИ.

## Биография
Гунилла Андерссон родилась в поселении Скутскер, расположенном в лене Уппсала. В 8 лет переехала из Скутскера в Скерплинге, где жила с мамой и старшим братом, Хенриком Нюстрёмом. Вместе с Хенриком они играли в хоккей на траве, после чего Гунилла начала заниматься хоккеем с шайбой в команде «Скерплинге» вместе с мальчиками. В 1990 году она участвовала в сборе, организуемой сборной Швеции, но по их итогам не входила в состав на международные матчи. В 13 лет Андерссон перешла в женскую команду «Брюнес», игравшую в первом дивизионе чемпионата Швеции. По итогам дебютного сезона она вместе с «Брюнесом» выиграла бронзовые медали страны. Гунилла была приглашена в национальную сборную. Она сыграла на чемпионате мира 1992, где стала самым результативным защитником своей команды. В 1993 году Андерссон впервые сыграла на чемпионате Европы. Она трижды играла на этом турнире, и всегда выигрывала медаль: серебряную в 1993 и 1995 годах, золотую в 1996 году. По итогам сезона 1994/95 Андерссон вновь выиграла бронзовую медаль финального раунда. После завершения чемпионата она переехала в Стокгольм для увеличения заработка, где начала играть за команду «Вестерханинге». В первый свой год в новой команде она выиграла очередную бронзовую медаль. В следующем сезоне «Вестерханинге» вышел в финал чемпионата, где проиграл в овертайме клубу «ФоК Фарста» со счётом 3:4. Перед сезоном 1997/98 Гунилла перешла в «ФоК Фарста». С новым клубом она, второй год подряд, играла в финале, завершимся поражением «ФоК Фарста». В следующем сезоне Андерссон приняла участие на первом женском хоккейном турнире Зимних Олимпийских игр 1998 в Нагано. Она набрала наибольшее количество штрафных минут на турнире — 20, что является действующим рекордом в сборной Швеции. Национальная команда заняла на турнире 5-е место, опередив только сборную Японии. По мнению Гуниллы, основной причиной неудачи являлся назначенный перед Играми новый тренерский штаб.
С 1998 года Андерссон начала играть за созданный клуб «Мелархёйден/Бреденг», в составе которого выиграла пять чемпионских титулов подряд (1999—2003). Она регулярно играла за национальную сборную на чемпионатах мира, неизменно завершавшимися для шведок вне призовых мест. Гунилла выступала на Зимних Олимпийских играх 2002 в Солт-Лейк-Сити. Она стала лучшим бомбардиром команды среди защитников и помогла сборной Швеции завоевать бронзовые медали. В сезоне 2003/04 «Мелархёйден/Бреденг» впервые для себя не выиграл золотые медали чемпионата, проиграв в полуфинале АИКу. На чемпионате мира 2004 Андерссон впервые исполняла обязанности альтернативного капитана сборной. По итогам мирового первенства она была включена в сборную всех звёзд турнира. В следующем сезоне Гунилла вместе с «Мелархёйден/Бреденг» стала чемпионкой страны. В апреле она играла на домашнем чемпионате мира 2005, где помогла сборной Швеции впервые завоевать медали мировых первенств. Через год, во время Зимних Олимпийских игр 2006 в Турине, Андерссон вместе со сборной совершили главную сенсацию в женском хоккее, выйдя в финал турнира, где они проиграли сборной Канады со счётом 1:4. Андерсон играла ведущую роль в защите и нападении команды: она набрала 6 (3+3) результативных баллов в 5-ти матчах — лучший показатель среди защитников на турнире. Гуннила называла решающим фактором в успехе сборной, отличную игру вратаря Ким Мартин. Вместе с «Мелархёйден/Бреденг» стала чемпионкой Швеции 2007 года.
В 2006 году команда «Мелархёйден/Бреденг» была расформирована. Андерссон стала играть в клубе, созданном на его основе — «Сегельторп». С новой командой она дошла финала чемпионата страны, где они проиграли АИКу. На чемпионате мира 2007 Гунилла вместе со сборной Швеции, как и два года назад, завоевала бронзовую медаль. Она стала лучшим снайпером среди защитников турнира и была включена в тройку лучших игроков своей сборной. Шведская хоккейная ассоциация признала Андерссон лучшей хоккеисткой 2007 года. Она хотела завершить карьеру в сезоне 2007/08, поэтому полностью не играла за национальную команду и изредка принимала участие в играх за «Сегельторп». Однако, в январе 2008 года Андерссон вернулась в свой обычный режим и помогла своему клубу впервые стать чемпионом Швеции. В следующем сезоне Андерссон снова стала выступать за национальную команду. Она сыграла на чемпионате мира 2009, где шведки проиграли в матче за 3-е место сборной Финляндии. В сезоне 2009/10 Андерссон продемонстрировала высокие показатели результативности, заработав 25 (11+14) очков в 19-ти играх при показателе полезности — «+50». Она стала лучшим ассистентом среди защитников и помогла «Сегельторпу» выиграть второй чемпионский титул. В 2010 году она принимала участие на своей четвёртой Олимпиаде, проводимой в Ванкувере. Шведки были близки к завоеванию медалей, но, как и на предыдущем мировом первенстве, проиграли сборной Финляндии. В сезоне 2010/11 Андерссон в 10-й раз стала чемпионкой Швеции. В апреле 2011 года она сыграла на своём одиннадцатом чемпионате мира, где вошла в тройку лучших игроков своей сборной. По завершении сезона 2010/11 Гунилла завершила карьеру. Она вернулась через 2 года, чтобы сыграть в команде первого дивизиона чемпионата Швеции «Ханинге». Вместе с Гуниллой играла другой бывший игрок сборной — Мария Ларссон. Они проводили только одну тренировку в неделю, после чего играли матчи. Андерссон сыграла 13-ти матчах за «Ханинге», заработав 23 (9+14) результативных балла. По окончании сезона 2013/14 она окончательно завершила свою хоккейную карьеру. В 2015 году Андерссон была включена в Зал славы шведского хоккея, 103-й по счёту. Она выступала в качестве эксперта для СМИ. В настоящее время работает в торговом отделе компании CCM, специализирующийся на производстве хоккейной экипировки.

## Стиль игры
Андерссон обладала высоким уровеней владения шайбой и паса. Отмечали особую эффективность броска хоккеистки, особенно при игре в большинстве. Гунилла считалась универсальным защитником, способная грамотно сыграть при любой ситуации на площадке.

## Личная жизнь
Гунилла Андерссон является открытой лесбиянкой. Она находится в браке со своей девушкой. У них двое детей.

## Статистика
| Легенда | Легенда                    | Легенда | Легенда                   | Легенда | Легенда    |
| ------- | -------------------------- | ------- | ------------------------- | ------- | ---------- |
| И       | Количество проведённых игр | Штр     | Штрафное время            | +/−     | Плюс-минус |
| Г       | Голы                       | П       | Голевые передачи          | О       | Очки       |
| -       | Статистика неизвестна      | —       | Статистика не учитывалась |         |            |

### Международная
По данным: Eurohockey.com и Eliteprospects.com

## Достижения
| Год                                      | Команда             | Достижение                              | Достижение |
| ---------------------------------------- | ------------------- | --------------------------------------- | ---------- |
| Клубные                                  |                     |                                         |            |
| 1992, 1994                               | Брюнес              | Бронзовый призёр чемпионата Швеции (4)  |            |
| 1996                                     | Вестерханинге       | Бронзовый призёр чемпионата Швеции (4)  |            |
| 2004                                     | Мелархёйден/Бреденг | Бронзовый призёр чемпионата Швеции (4)  |            |
| 1997                                     | Вестерханинге       | Серебряный призёр чемпионата Швеции (4) |            |
| 1998                                     | ФоК Фарста          | Серебряный призёр чемпионата Швеции (4) |            |
| 2007, 2009                               | Сегельторп          | Серебряный призёр чемпионата Швеции (4) |            |
| 1999, 2000, 2001, 2002, 2003, 2005, 2006 | Мелархёйден/Бреденг | Чемпионка Швеции (10)                   |            |
| 2008, 2010, 2011                         | Сегельторп          | Чемпионка Швеции (10)                   |            |
| Международные                            |                     |                                         |            |
| 1993, 1995                               | Швеция              | Серебряный призёр чемпионата Европы (2) |            |
| 1996                                     | Швеция              | Чемпионка Европы                        |            |
| 2002                                     | Швеция              | Бронзовый призёр Олимпийских игр        |            |
| 2005, 2007                               | Швеция              | Бронзовый призёр чемпионата мира (2)    |            |
| 2006                                     | Швеция              | Серебряный призёр Олимпийских игр       |            |

| Год  | Команда | Достижение                                     | Достижение |
| ---- | ------- | ---------------------------------------------- | ---------- |
| 2004 | Швеция  | Попадание в Сборную всех звёзд чемпионата мира |            |

| Год  | Достижение                            | Достижение |
| ---- | ------------------------------------- | ---------- |
| 2007 | Лучшая хоккеистка Швеции              |            |
| 2015 | Включена в Зал славы шведского хоккея |            |

- По данным Eliteprospects.com.

## Рекорды
Швеция
- Наибольшее количество штрафных минут на Олимпийских играх — 40
- Наибольшее количество штрафных минут на одном турнире Олимпийских игр — 20 (1998)

По данным: Eliteprospects.com